# Sasha (dj)
Sasha (geboren als Alexander Paul Coe, Hawarden (Wales), 4 september 1969) is een muziekproducent en dj. Sasha draait sinds 1989 en staat bekend om de vele muziekstijlen die hij combineert op zijn cd's en in zijn dj-sets. Zo draait hij, of heeft hij platen gedraaid, uit de genres house, progressive house, techhouse, trance en elektronica. Het meest bekend is hij echter vanwege zijn bijdrage aan de ontwikkeling van de progressive house. Sasha heeft vroeger veel samengewerkt met John Digweed. Sasha is ook actief als producer, al brengt hij weinig eigen werk uit. Veel actiever is hij als remixer.

## Biografie
Alexander Coe groeide op in Wales. In de late jaren tachtig raakte hij echter in de ban van de opkomende housemuziek. Hij verhuisde naar een dorpje in de buurt van Manchester van waaruit hij als dj begon. Hij draaide in die tijd op vele raves en in clubs rondom Manchester. In 1990 verliet hij de stad voor een vaste plek in de plaats Stoke-on-trent in de club Shelley's Laserdrome. Hier kreeg hij de mogelijkheden om zijn eigen geluid uit te werken. Daar groeide zijn populariteit snel. In 1990 maakte hij zijn eerste remix voor het nummer Came outta nowhere (take me higher) van Evolution. Daarmee werd Sasha een sleutelfiguur in de opkomende progressive house. Daarna volgden de remixen elkaar in hoog tempo op. In 1993 verscheen de single Together, die in meerdere landen een hit werd.
Er verschenen nog enkele singles en een album dat The qat collection als titel kreeg. In dezelfde periode werkte Sasha veel samen met John Digweed. Sinds 1992 was Sasha vaste gast in de club Renaissance, waar ook Digweed actief was. Het klikte tussen de twee en een jaar lang vormden ze een duo. In 1994 besloten ze niet bij de Renaissance te blijven en te gaan toeren. Als afscheid bij de Renaissance in 1994 wordt het driedubbele mixalbum Renaissance - The Mix Collection uitgebracht. Het duo bracht vanaf dat moment meer mixplaten uit. Zo verschenen Northern Exposure (1996) en Northern Exposure 2 (1997). Vanaf 1997 namen ze weer een vaste plaats in New York bij de club Twilo.
Ook solo bleef Sasha bezig. Zo maakte hij in 1995 een 42 minuten durende remix van het album Ima van de Amerikaanse producer Brian Transeau en produceerde hij het nummer The Other side voor Maria Nayler. In 1999 ging hij productioneel samenwerken met producer Charlie May (Spooky). Gezamenlijk produceerden ze de XPander EP (1999) met daarop vier lang uitgesponnen progressive housetracks. Het titelnummer was een bewerking van een track van Spooky, die enkel live werd gespeeld, en nooit eerder was opgenomen. Ook bevatte het een bewerking van Belfast van Orbital, genaamd Belfunk. Vooral titelnummer XPander hiervan werd een succesvolle plaat in de trancegolf van dat moment. De track staat centraal op het mixalbum Global Underground 013: Ibiza (1999). Nog succesvoller was de plaat Scorchio (2000), die hij met Darren Emerson (Underworld) maakte. In 2000 werd Sasha verkozen tot nummer een in de lijst van DJMag.
In 2002 maakten Sasha en John Digweed een einde aan hun samenwerking. Sasha besloot om het nieuwe album, waar hij al jaren mee bezig was, af te maken. Daarvoor schakelde hij opnieuw Charlie May in en riep hij ook de hulp in van Tom Holkenborg van Junkie XL. In de zomer van 2002 verscheen Airdrawndagger. Een volledig instrumentaal album waarop vooral een ingetogen geluid is te horen. Een gastbijdrage was er voor nieuweling James Holden. Van het album kwam de single Wavy gravy. Meer dansvloergericht zijn zijn remixes voor In a state van UNKLE en Dirty sticky floors van Dave Gahan die in 2003 populair zijn onder de dj's.
In 2004 werkte Sasha aan een nieuw project. Het album Involver bestaat enkel uit remixes van bestaande tracks die hij tot een nieuwe geheel weet te smeden. De remix van Watching Cars Go By van Felix da Housecat kreeg een nominatie voor een Grammy Award. Van het project verschenen vervolgens Invol2ver (2008) en Invol<3er (2011).
Vanaf 2006 gingen Sasha en John Digweed weer samen optredens doen. Daarmee gingen ze in 2008 op tournee in de Verenigde Staten. In 2007 kreeg Alexander Paul Coe een eigen label bij Renaissance Records onder de naam emFire. Op dit label brengt hij uitsluitend eigen nummers of remixen van eigen nummers.

## Trivia
- In 2000 kreeg Sasha een juridisch conflict met de Duitse zanger Sasha Schmitz, die zichzelf ook Sasha noemt. Dit naar aanleiding van verwarring die ontstond over een danceremix van het nummer If you believe. Hoewel Schmitz al sinds 1998 actief is, kwam het pas in de zomer van 2000 tot een aanvaring toen de remix in de Amerikaanse dancehitlijst komt. Na een rechtszaak werd uitgesproken dat beide artiesten het recht behouden op de naam Sasha in het land waar ze het eerst waren. Voor Alexander Coe betekende dat dat hij in Duitsland de naam DJ Sasha moet gebruiken.[1]
- Op het album Airdrawndagger staat het nummer Drempels. Dit is vernoemd naar de Nederlandse verkeersdrempels en is een grapje van Junkie XL, die meewerkte aan het album.

## Discografie

### Artiestenalbum
- 1994: The Qat Collection (Deconstruction Records)
- 2002: Airdrawndagger (Kinetic Records, BMG)

### Compilatie-albums
- 1994: Renaissance - The Mix Collection met John Digweed (Renaissance Records)
- 1996: Northern Exposure met John Digweed (Ministry of Sound, Ultra Records)
- 1997: Northern Exposure 2 met John Digweed (Ministry of Sound, Ultra Records)
- 1998: Global Underground 009: San Francisco (Boxed)
- 1999: Northern Exposure: Expeditions met John Digweed (INCredible, Ultra Records)
- 1999: Global Underground 013: Ibiza (Boxed)
- 2000: Communicate met John Digweed (INCredible, Kinetic Records)
- 2004: Involver (Global Underground Ltd.)
- 2005: Fundacion NYC (Global Underground Ltd.)
- 2006: Avalon Los Angeles CA 24/06/06 (Instant Live)
- 2008: The emFire Collection: Mixed, Unmixed & Remixed (emFire, Ultra Records, Style Records)
- 2008: Invol2ver (Global Underground Ltd.)
- 2018: Fabric 99

### Dvd
- 2006: Sasha & John Digweed present Delta Heavy met John Digweed (System Recordings)